# 부게라 엘 와피
아메드 부게라 엘 와피(아랍어: أحمد بوغيرا العوافي)는 알제리계 프랑스의 육상 선수(1898년 10월 15일 ~ 1959년 10월 18일)로 1928년 암스테르담 올림픽 마라톤 금메달리스트였다.
프랑스 지배 하에 놓인 알제리의 세티프 근처에서 태어나 후에 거기서 프랑스 연대에 입대하였다. 그의 상급 사관들 중의 하나가 엘 와피의 뛰어난 육상 실력을 알아보면서 프랑스에 군사 스포츠 대회에 보내기로 결정하였다. 거기서 좋은 인상을 주면서 1924년 파리 올림픽 마라톤에 나갈 수 있었다.
프랑스를 대표하여 달린 엘 와피는 7위에 머물었지만, 암스테르담에서 열리는 다음 올림픽에 나가는 데 준비를 주었다. 거기서 경주의 첫 네 끗에서 다른 선수들의 뒤로 달리다가, 종점이 나타나기 전에 5km를 앞섰다. 다른 선수들에게 잡히지 않고 1위로 들어오면서 2위로 온 칠레의 마누엘 플라사를 26초 앞섰다.
이 놀라운 승리를 거둔 후, 미국을 순방하였다. 이 여행과 번 돈은 그를 아마추어 선수로서 박탈하고 엘 와피가 스포츠를 떠나는 원인을 가져왔다. 결국 파리에서 카페를 열게 된 엘 와피는 또 다른 알제리 출신의 알랭 미뭉이 1956년 마라톤을 우승할 때까지 잊혀짐에 남아있었다.
자신의 61세 생일 3일 후에 자신의 카페에서 알제리 민족해방전선의 단원들에게 그들을 성원하기를 거부한 이유로 살해당하였다.